# Marián Süttö
Marián Süttö (* 23. prosince 1965, Nitra) je slovenský fotbalový trenér a bývalý fotbalový záložník.

## Fotbalová kariéra
Hrál za TJ OFC Gabčíkovo, TJ Plastika Nitra, MFK Dubnica a FK VTJ Koba Senec. V Poháru UEFA nastoupil ve 2 utkáních. V československé lize nastoupil ve 49 utkáních a dal 4 góly.

## Ligová bilance
| Ročník                                   | Zápasy | Góly | Klub              |
| ---------------------------------------- | ------ | ---- | ----------------- |
| 1. československá fotbalová liga 1983/84 | 1      | 0    | TJ Plastika Nitra |
| 1. československá fotbalová liga 1987/88 | 13     | 1    | TJ Plastika Nitra |
| 1. československá fotbalová liga 1988/89 | 28     | 3    | TJ Plastika Nitra |
| 1. československá fotbalová liga 1989/90 | 7      | 0    | TJ Plastika Nitra |
| CELKEM 1.československá liga             | 49     | 4    |                   |

## Trenérská kariéra
Trénoval FC Nitra, ŠKF iClinic Sereď a FK Spartak Vráble. Od 10. září 2013 trénuje TJ OFC Gabčíkovo.